# Ранних, Александр Александрович
Алекса́ндр Алекса́ндрович Ра́нних (род. 25 июля 1949) — советский и российский дипломат. Чрезвычайный и полномочный посол (1992).

## Биография
Окончил Московский государственный институт международных отношений (МГИМО) МИД СССР (1971). Владеет английским и финским языками. Мастер спорта СССР по самбо и дзюдо.
На дипломатической работе с 1971 года.
- В 1971—1976 годах — референт, атташе генерального консульства СССР в Турку (Финляндия).
- В 1976—1978 годах — атташе Скандинавского отдела МИД СССР.
- В 1978—1980 годах — третий, второй секретарь Секретариата заместителя министра иностранных дел СССР И. Н. Земскова.
- В 1980—1986 годах — второй, первый секретарь, пресс-атташе посольства СССР в Финляндии.
- В 1986—1991 годах — советник, помощник, заведующий Секретариатом первого заместителя министра иностранных дел СССР А. Г. Ковалёва.
- В 1991—1992 годах — посол по особым поручениям МИД СССР, России.
- С 2 марта 1992 по 25 ноября 1996 года — чрезвычайный и полномочный посол Российской Федерации в Латвии[1][2].
- В 1997—1998 годах — заместитель директора Первого Европейского департамента МИД России.
- В 1998—1999 годах — директор департамента — исполнительный секретарь МИД России.
- С 1998 года — доцент кафедры дипломатической службы МГИМО МИД России.
- В 1999—2002 годах — директор Департамента безопасности МИД России.
- С 28 февраля 2002 по 15 декабря 2005 года — чрезвычайный и полномочный посол Российской Федерации в Исландии[3][4].
- С 3 апреля 2006 по 23 августа 2010 года — посол по особым поручениям МИД России, полномочный представитель России при Организации Договора о коллективной безопасности (ОДКБ)[5][6].
- С 27 августа 2010 по 13 февраля 2015 года — чрезвычайный и полномочный посол Российской Федерации в Танзании[7][8].

С 2015 года на пенсии.

## Дипломатический ранг
- Чрезвычайный и полномочный посланник 2 класса (21 января 1991)[9].
- Чрезвычайный и полномочный посол (6 августа 1992)[10].

## Семья
Женат, имеет дочь.

## Награды
- Мастер спорта (самбо);
- Мастер спорта (дзюдо);
- орден Святого благоверного князя Даниила Московского III степени (27 февраля 2005) — «за деятельное содействие обретению Свято-Никольским приходом Московского Патриархата участка земли для строительства православного храма в Рейкьявике»[11].
- Почётная грамота Совета коллективной безопасности Организации Договора о коллективной безопасности (20 декабря 2011) — за активную и плодотворную работу по развитию и углублению военно-политического сотрудничества в рамках Организации Договора о коллективной безопасности[12].